# Симеон Унгнад фон Зонег
Симеон Унгнад фон Зонег (на немски: Simeon/Simon Ungnad Freiherr von Sonnegg; † между 14 април 1603 и май 1607) от род Унгнад от Каринтия, е фрайхер на Вайсенволф-Зонег-Валденщайн в Каринтия и граф на Мюнхенбернсдорф в Тюрингия.

## Живот
Той е син (16-ти от 20 сина и 4 дъщери) на фрайхер Ханс Унгнад (1493 – 1564) и първата му съпруга Анна Мария фон Турн († 1555), дъщеря на фрайхер Георг фон Турн († 1512) и Елена Франгипани († 1523/1525). Баща му се жени втори път на 1 юни 1556 г. за Магдалена фон Барби-Мюлинген (1530 – 1566). Брат е на фрайхер Карл Унгнад фон Зонег, фрайхер Кристоф Унгнад фон Зонег († 1585), бан на Хърватия (1578 – 1583).
След като баща им се мести в Германия, братята Симеон и Карл остават като глави на фамилията в Каринтия. Симеон е първо на военна служба в Унгария, отива обаче в двора на херцог Йохан III фон Саксония-Ваймар (1570 – 1605). Той учи в университета на Витенберг и помага на науките. Както баща му, той продължава да печати славянските ръкописи (на глаголица и кирилица).
Със смъртта му линията на фамилията изчезва по мъжка линия.

## Фамилия
Симеон Унгнад фон Зонег се жени на 13 април 1572 г. в Заалфелд за Катарина фон Плесе (* 16 август 1533; † между 5 юли 1581 – 13 януари 1606), вдовица на граф Йохан IV фон Глайхен-Ремда († 1567), дъщеря на Дитрих фон Плесе 'Млади' († 1571) и Катарина фон Ройс-Плауен († сл. 1555). Те имат една дъщеря:
- Анна Мария Унгнад (* 29 септември 1573; † 14 август 1605), омъжена на 25 август 1601 г. за граф Кристоф фон Лайнинген-Вестербург (* 30 септември 1575; † 1635). Те имат една дъщеря:
  - Маргарета Елизабет фон Лайнинген-Вестербург (1604 – 1667), омъжена 1622 г. за ландграф Фридрих I фон Хесен-Хомбург (1585 – 1638)